# Familieweekend
Familieweekend is een Nederlandse filmkomedie uit 2016, geregisseerd door Pieter van Rijn.

## Verhaal
De rijke weduwnaar Pieter Severijn nodigt zijn drie kinderen uit voor een familieweekend op zijn landhuis om hen iets belangrijks te vertellen. De kinderen Roderick, Fleur en Benjamin die druk bezig zijn met hun eigen leven, hebben hun vader al jaren niet meer gezien. Ook niet toen hij in het ziekenhuis lag met hartproblemen. Ze vermoeden dat hij komt met de verdeling van het familiefortuin. Als de kinderen eenmaal zijn aangekomen in hun ouderlijk huis, komt hun vader met een grote verrassing. Hij gaat dit weekend trouwen met de veel jongere Bonnie. In het begin hebben de kinderen hun twijfels over de goede bedoeling, maar gaandeweg worden ze achterdochtiger.

## Rolverdeling
| Acteur                            | Personage                   | Opmerkingen                 |
| --------------------------------- | --------------------------- | --------------------------- |
| Derek de Lint                     | Pieter Severijn             |                             |
| Jennifer Hoffman                  | Bonnie                      | verloofde van Pieter        |
| Jelka van Houten                  | Fleur                       | dochter van Pieter          |
| Tim Haars                         | Benjamin                    | jongste zoon van Pieter     |
| Dirk Zeelenberg                   | Roderick                    | oudste zoon van Pieter      |
| Cynthia Abma                      | Marloes                     | vrouw van Roderick          |
| Tibor Lukács                      | Boy                         | broer van Bonnie            |
| Beppie Melissen                   | Corrie                      | moeder van Bonnie           |
| John Buijsman                     | Pa                          | vader van Bonnie            |
| Peer Mascini                      | Pastoor                     |                             |
| Wesley van Gaalen                 | Stampertje                  | neef van Bonnie             |
| Sanne Langelaar                   | Frederique                  | kamermeisje op het landgoed |
| Michiel Romeijn                   | Rawandandan                 |                             |
| Cees Geel                         | Wesley                      |                             |
| Martijn Koning                    | Ziekenhuisbroeder           |                             |
| Loes Luca                         | Ziekenhuisbaliemedewerkster |                             |
| Renaldo Dollard (Kleine Viezerik) | Mo                          |                             |
| Zimra Geurts                      | Escortdame                  |                             |
| Sensi Lowe                        | nichtje van Bonnie          |                             |

## Ontvangst
Met de filmrecensies werd de film beoordeeld van redelijk tot matig. Op de site Filmtotaal.nl ontving de film tweeënhalve ster.